# تيم كروكس
تيم كروكس (بالإنجليزية: Timothy John Crooks)‏ هو مجدف بريطاني، ولد في 12 مايو 1949 في واندزورث في المملكة المتحدة.

## وصلات خارجية
- تيم كروكس على موقع الاتحاد الدولي للتجديف (الإنجليزية)
- تيم كروكس على موقع أوليمبيديا (الإنجليزية)
- تيم كروكس على موقع اللجنة الأولمبية البريطانية (الإنجليزية)